# Martin Bech
Martin Nikolaj Bech (født 27. juli 1990) er en dansk politiker fra Liberal Alliance. Bech blev medlem af Nordjyllands Regionsråd ved valget i 2009, i en alder af 19 år, hvilket gør ham til Danmarkshistoriens næstyngste regionsrådsmedlem. Ved Kommunal- og regionsrådsvalget 2013 opnåede Martin Bech genvalg til Nordjyllands Regionsråd og nyvalg til Brønderslev Byråd, hvor han opnåede det næsthøjeste antal stemmer for Venstre.
Martin Bech er student fra Brønderslev Gymnasium i 2009 og har desuden en bachelorgrad i samfundsfag og historie fra Aalborg Universitet.
Ved valget 21. november 2017 opnåede Martin Bech genvalg til Brønderslev Byråd og Nordjyllands Regionsråd.
1. december 2017 blev Martin Bech valgt som formand for Brønderslev Kommunes Social- og Sundhedsudvalg for valgperioden 2018-21.
24. november 2020 meddelte Venstre i Region Nordjylland, at Martin Bech var blevet valgt som ny gruppeformand for Venstres regionsrådsgruppe i Nordjylland, hvor han afløste Lone Sondrup. I august 2022 skiftede Bech til Liberal Alliance, da han mente, at han "som menneske og politiker passer bedst til Liberal Alliance".